# Holmgrenia binervula
Holmgrenia binervula là một loài rêu trong họ Entodontaceae. Loài này được Molendo Molendo mô tả khoa học đầu tiên năm 1864.